# Saint-Georges-de-Rouelley
 Saint-Georges-de-Rouelley  es una población y comuna francesa, situada en la región de Baja Normandía, departamento de Mancha, en el distrito de Avranches y cantón de Barenton.

## Demografía
| 809 | 765 | 701 | 672 | 600 | 518 |
| Para los censos de 1962 a 1999 la población legal corresponde a la población sin duplicidades (Fuente: INSEE [Consultar]) |     |     |     |     |     |